# A Cinderella Story
A Cinderella Story è un film del 2004 diretto da Mark Rosman.
Film commedia romantica per ragazzi con Hilary Duff e Chad Michael Murray; rivisitazione in chiave moderna di Cenerentola che questa volta invece di perdere la tradizionale scarpetta di cristallo, smarrisce il cellulare.
Tra i protagonisti ci sono Jennifer Coolidge, Dan Byrd, Regina King, Julie Gonzalo e Lin Shaye.

## Trama
La piccola Sam Montgomery vive nella valle di San Fernando con il padre Hal, che possiede un ristorante di successo. I due sono felici, finché Hal non incontra la disoccupata cacciatrice di dote Fiona, che ha due figliole viziate e capricciose, Gabriella e Brianna. Fiona e Hal, vedovi da qualche tempo, si sposano. 
Hal muore, però, in un terremoto che coinvolge tutta la valle, e non avendo lasciato testamento, la spietata e vanitosa Fiona rimane padrona di tutto: si appropria del ristorante del marito la cui gloria viene degradata poiché Fiona fa servire solo piatti a base di salmone in modo ossessivo, della casa e dei soldi lasciati dall'uomo, spendendo in chirurgia estetica e lussi (una fra tutte, innaffiando a piacere il prato nonostante una siccità in corso e le raccomandazioni cittadine conseguenti di non sprecare acqua) e obbligando Sam a tutta una serie di lavoretti ingrati, oltre che a servire nel ristorante di suo padre e a dormire in soffitta. Negli anni, la vita di Sam peggiora, con i lavori in casa e al ristorante che si accavallano allo studio, e la ragazza tira avanti solo tenendo gli occhi fissi sull'obiettivo di finire la scuola e, con i soldi guadagnati al ristorante, lasciare la città per andare alla prestigiosa università di Princeton, anche se Fiona glielo vieterebbe. È sostenuta in questo dal suo migliore amico Carter e dal personale del ristorante, a cominciare dalla cameriera Rhonda.
Sam trae inoltre notevole conforto da un ammiratore segreto, che lei non ha mai visto, ma con cui parla ogni giorno con email ed sms molto poetici: non sospetta affatto che l'ammiratore è Austin Ames, il ragazzo più popolare della scuola, sportivo, colto e sensibile, con un padre ostile alle sue inclinazioni letterarie, e fidanzato con l'altrettanto popolare Shelby, che però Austin vorrebbe lasciare.
Giunge l'annuale ballo scolastico di Halloween, e Austin invita Sam via email, volendo conoscerla; Sam accetta, pur temendo di deluderlo con la propria semplicità e con la mediocrità che ingiustamente si attribuisce. Sfortunatamente, Fiona le assegna un turno al ristorante proprio la sera del ballo e aggiunge che tornerà a prendere Gabriella e Brianna per poi tornare al ristorante a mezzanotte; ma Rhonda, che tiene a Sam come se fosse sua figlia, le regala un fantastico vestito bianco che riservava per il proprio matrimonio e la copre con Fiona. Sam riesce così ad andare al ballo e ad incantare Austin, indossando una mascherina per non farsi identificare. A mezzanotte, però, Sam deve scappare per non essere scoperta dalla matrigna e tornare al ristorante prima di lei, e nella fretta perde il cellulare.
La copertura di Sam tiene per quella sera, ma Austin, ossessionato dal pensiero di aver perso la propria anima gemella prima ancora di sapere chi fosse, emette una specie di bando a scuola per ritrovare la misteriosa proprietaria del telefono, la sua misteriosa Cenerentola, senza però riuscirci. Sam è inizialmente restia a uscire allo scoperto per paura che lui o altri possano deriderla, ma dopo non molto tempo la verità salta fuori da sola: Brianna e Gabriella scoprono dalla chat della sorellastra che è lei la "dama" di Austin e ne parlano alla presuntuosa Shelby, e questa umilia pubblicamente la "cameriera" di fronte a numerosi studenti che la scherniscono in modo classista. Sam ne resta molto ferita, e in più crede a torto che Austin fosse al corrente dell'atto della sua vecchia fiamma.
All'ennesima angheria da parte della matrigna, Sam non ce la fa più e si ribella licenziandosi dal ristorante e andando a vivere a casa di Rhonda, e anche altri membri del personale e clienti del ristorante se ne vanno non sopportando i modi di fare della padrona. Mentre si disputa un'importantissima partita di football scolastico, Austin, dal campo, scorge Sam in tribuna che sta per andarsene. Stanco di non poter essere se stesso, la raggiunge sulle gradinate e le confessa i suoi sentimenti, baciandola con grande sgomento di Shelby, Brianna e Gabriella.
Segue un particolarissimo lieto fine: Fiona aveva in realtà firmato il testamento di Hal, il quale lasciava a Sam il ristorante, e aveva nascosto il documento in un libro di Sam; quando la ragazza, mentre sistema le proprie cose, lo scopre, vende le automobili di Fiona, Brianna e Gabriella (essendo i veicoli in pratica di Sam) per pagarsi il college, e la polizia ottiene la dimostrazione che la matrigna aveva firmato il testamento, mentre quest'ultima aveva solo finto di non averlo mai trovato e ha speso per anni il denaro destinato a Sam. Fiona e le figlie vengono arrestate per frode finanziaria, appropriazione indebita e sfruttamento della figliastra minorenne, le 3 megere in base a un accordo con la procura per evitare il carcere dovranno lavorare nel ristorante di Sam che è tornato come era un tempo sotto l'occhio vigile di Rhonda divenuta socia di Sam. Al conseguimento del diploma, Sam può andare a Princeton, e Brianna e Gabriella, sempre per evitare il carcere, sono obbligate a renderle la comunicazione di accettazione all'università, che le avevano nascosto. La protagonista lascia la valle con Austin e il padre di lui, per andare insieme felici e contenti, con la divertente ma realistica precisazione che "vivere felici e contenti" è appena cominciato e tutto da scoprire, essendo i due solo due matricole. Frattanto, Carter, anche lui diventato famoso per il suo lavoro nel girare video pubblicitari, si fidanza con la DJ del liceo.

## Personaggi
- Samantha "Sam" Montgomery: giovane ragazza liceale che sogna di andare all'università di Princeton, lavora come cameriera nel locale di suo padre e come sguattera per la sua matrigna che la maltratta, ma viene sostenuta da Rhonda che la tratta come una figlia. Si innamora di Austin, con il quale alla fine si metterà insieme e realizzerà il suo sogno ottenendo la sua eredità lasciatele dal padre, che le permetterà di andare all'università con Austin. Interpretata da Hilary Duff e doppiata da Perla Liberatori.
- Austin Ames: il ragazzo più attraente e popolare della scuola e giocatore di football per volere del padre. In realtà Austin vorrebbe fare lo scrittore, ma suo padre non approva e per questo ha dei problemi con lui. Si innamora di Sam, che sembra essere l'unica che lo capisce e che lo accetta per quello che è. Alla fine riuscirà a ribellarsi al padre e si metterà con Sam andando con lei all'università. Interpretato da Chad Michael Murray e doppiato da Francesco Pezzulli.
- Rhonda: Cameriera di lunga data nel locale del padre di Sam. Malsopporta Fiona per il modo in cui tratta Sam, che ama come una figlia ed è sempre pronta ad aiutarla e a darle qualche prezioso consiglio. Alla fine diventa sua socia in affari nella gestione del locale. È interpretata da Regina King e doppiata da Alessandra Cassioli.
- Fiona: la matrigna di Sam, è avida, bugiarda, vanitosa, crudele e sperpera tutto il denaro in trattamenti di bellezza e obbliga Sam a lavorare come sguattera e come cameriera nel locale del marito, cerca di impedire a Sam di andare all'università per continuare a schiavizzarla e nasconde il testamento del marito per tenersi tutti i soldi ma alla fine viene scoperta e costretta a lavorare al locale per evitare la prigione. È interpretata da Jennifer Coolidge e doppiata da Silvia Pepitoni.
- Brianna e Gabriella: sorellastre di Sam e figlie gemelle di Fiona, sono brutte, stupide e imbranate e cercano sempre di attirare l'attenzione di Austin. Alla fine verranno costrette a lavorare insieme alla madre al locale. Interpretate da Madeline Zima e da Andrea Avery e doppiate da Gemma Donati e Domitilla D'Amico.
- Shelby: è la ragazza più popolare della scuola, cinica e presuntuosa, ed è la fidanzata di Austin finché lui non la molla perché non la sopporta. Interpretata da Julie Gonzalo e doppiata da Georgia Lepore.
- Hal Montgomery: il padre di Sam. Vuole molto bene alla figlia, la sostiene e desidera che vada all'università. Muore durante un terremoto, lasciando Sam alla mercé di Fiona, finché alla fine si scopre che ha lasciato tutti i suoi averi alla figlia, probabilmente perché si era reso conto di aver sposato la donna sbagliata, permettendole così di andare all'università. Interpretato da Whip Hubley e doppiato da Francesco Prando.
- Andy Ames: il padre di Austin. Vuole che suo figlio diventi un giocatore di football e che gestisca l'autosalone di sua proprietà, senza sapere che in realtà Austin vorrebbe fare lo scrittore, alla fine capirà i suoi errori e asseconderà i desideri del figlio. Interpretato da Kevin Kilner e doppiato da Sergio Di Stefano.
- Carter: è l'unico amico di Sam, la sostiene ed è anche un aspirante attore, ha una cotta non ricambiata per Shelby, finché non si accorge della sua cattiveria. Alla fine riuscirà a sfondare come attore girando una pubblicità. Interpretato da Dan Byrd e doppiato da Stefano Crescentini.

## Produzione
Il ruolo di Austin era destinato a Rupert Grint, purtroppo già impegnato nel ruolo di Ron Weasley in Harry Potter e il prigioniero di Azkaban. La versione per il film della canzone "Now You Know" è stata cantata da Kara DioGuardi: in realtà, è una canzone interpretata per la prima volta da Hilary Duff. Le riprese sono state effettuate da giugno a settembre 2003.

## Accoglienza
Il film ha ricevuto pareri diversi da parte della critica, ma al box office è stato un enorme successo.

## Riconoscimenti
Il film ha ricevuto durante l'edizione dei Razzie Awards 2004 una nomination come Peggior attrice per Hilary Duff.

## Sequel
Il secondo film della saga, Another Cinderella Story, è uscito nel 2008 e ha come protagonisti Selena Gomez e Drew Seeley.
Il terzo film della saga, A Cinderella Story: Once Upon a Song, è uscito nel 2011 e ha come protagonisti Lucy Hale e Freddie Stroma.
Il quarto film della saga, A Cinderella Story: Se la scarpetta calza, è uscito nel 2016 e ha come protagonisti Sofia Carson e Thomas Law.
Il quinto capitolo della saga, A Cinderella Story: Christmas Wish, è uscito nel 2019 e ha come protagonisti Laura Marano e Gregg Sulkin.
Il sesto capitolo della saga, A Cinderella Story: Starstruck, è uscito nel 2021 e ha come protagonisti Bailee Madison e Michael Evans Behling.